# Ole Thestrup
Ole Thestrup (Nibe, Aalborg község, 1948. március 12. – Tuse Næs, Holbæk község, 2018. február 2.) dán színész.

## Filmjei

### Mozifilmek
- Firmaskovturen (1978)
- Vinterbørn (1978)
- Danmark er lukket (1980)
- Gumi Tarzan (1981)
- Pengene eller livet (1982)
- Kurt og Valde (1983)
- Forræderne (1983)
- Buster világa (Busters verden) (1984)
- Camping (1990)
- Kærlighed ved første desperate blik (1994)
- Forsmåelse (1995, rövidfilm)
- Skat det er din tur (1997)
- Valgaften (1998, rövidfilm)
- Hamre asszonya (Fruen på Hamre) (2000)
- Gengszterek fogadója (Blinkende lygter) (2000)
- Grev Axel (2001)
- Jolly Roger (2001)
- Olsen Banden Junior (2001)
- Slim Slam Slum (2002)
- Hodder és a tündér (En som Hodder) (2003)
- Zöld hentesek (De grønne slagtere) (2003)
- Grillen (2003, rövidfilm)
- A fakír (Fakiren fra Bilbao) (2004)
- Kis nagy egér (Cirkeline og verdens mindste superhelt) (2004, hang)
- Szoláriummacsó (Solkongen) (2005)
- Ádám almái (Adams æbler) (2005)
- Drengen og træet (2005, rövidfilm)
- A Fekete Madonna (Den sorte Madonna) (2007)
- Cykelmyggen og dansemyggen (2007, hang)
- Frode og alle de andre rødder (2008)
- Det perfekte kup (2008)
- Fra Alaska til Kenya (2008, rövidfilm)
- Winnie og Karina – The Movie (2009)
- Öregfiúk (Oldboys) (2009)
- A húgom gyerekei háborúban állnak (Min søsters børn vælter Nordjylland) (2010)
- Bubbles (2011)
- Alle for én (2011)
- Freddy, a békapofa (Orla Frøsnapper) (2011, hang)
- Ronal, a barbár (Ronal Barbaren) (2011, hang)
- Férfiak és csirkék (Mænd & høns) (2015)
- Kisvárosi gyilkosok (Dræberne fra Nibe) (2017)

### Tv-filmek
- Maj (1982)
- Med Lill-Klas i kappsäcken (1983)
- Anthonsen (1984)
- Amikor Lotte láthatatlanná vált (Da Lotte blev usynlig) (1988)
- Edderkoppen (2000)
- Pindsvin og tigerbalsam (2002)
- Se dagens lys (2003)
- Timing (2004, tv-rövidfilm)
- Vikaren (2004, tv-rövidfilm)

### Tv-sorozatok
- Krigsdøtre (1981, egy epizódban)
- Matador (1981, egy epizódban)
- Opfinderkontoret (1982, egy epizódban)
- Een stor familie (1982–1983, 12 epizódban)
- Jul på slottet (1986, 24 epizódban)
- Livsbilleder (1987)
- Station 13 (1989, egy epizódban)
- Landsbyen (1991–1994, három epizódban)
- Taxa (1999, egy epizódban)
- Rejseholdet (2002, egy epizódban)
- Nikolaj og Julie (2002, egy epizódban)
- Jesus & Josefine (2003, öt epizódban)
- Forsvar (2004, egy epizódban)
- Krøniken (2004–2005, két epizódban)
- Det vildeste westen (2005)
- Borgen (2010–2013, 14 epizódban)
- Pendlerkids (2012–2014, 45 epizódban)
- Badehotellet (2013–2015, öt epizódban)